# 中益乡
中益乡，是中华人民共和国重庆市石柱土家族自治县下辖的一个乡镇级行政单位。

## 行政区划
中益乡下辖以下地区：
龙河村、光明村、华溪村、盐井村、坪坝村、全兴村和建峰村。